# 야마다엘라 카이노미케
야마다엘라 카이노미케(Yamadaella caenomyce)는 진정홍조강 국수나물목에 속하는 홍조류의 일종이다. 야마다엘라과(Yamadaellaceae)와 야마다엘라속(Yamadaella)의 유일종이다. 아시아의 일본, 타이완과 아프리카의 이집트, 에티오피아, 모리셔스 그리고 서남아시아의 요르단, 카리브 제도의 도미니카 공화국, 과들루프, 히스파니올라섬 등에서 발견된다.